# Thursday October Christian I
Thursday October Christian I (* Oktober 1790 auf Pitcairn; † 21. April 1831 in Papeete auf Tahiti) war das erstgeborene Kind des Anführers der Bounty-Meuterer Fletcher Christian und dessen tahitianischer Gefährtin Mauatua und zugleich auch der erstgeborene Pitcairner.

## Leben

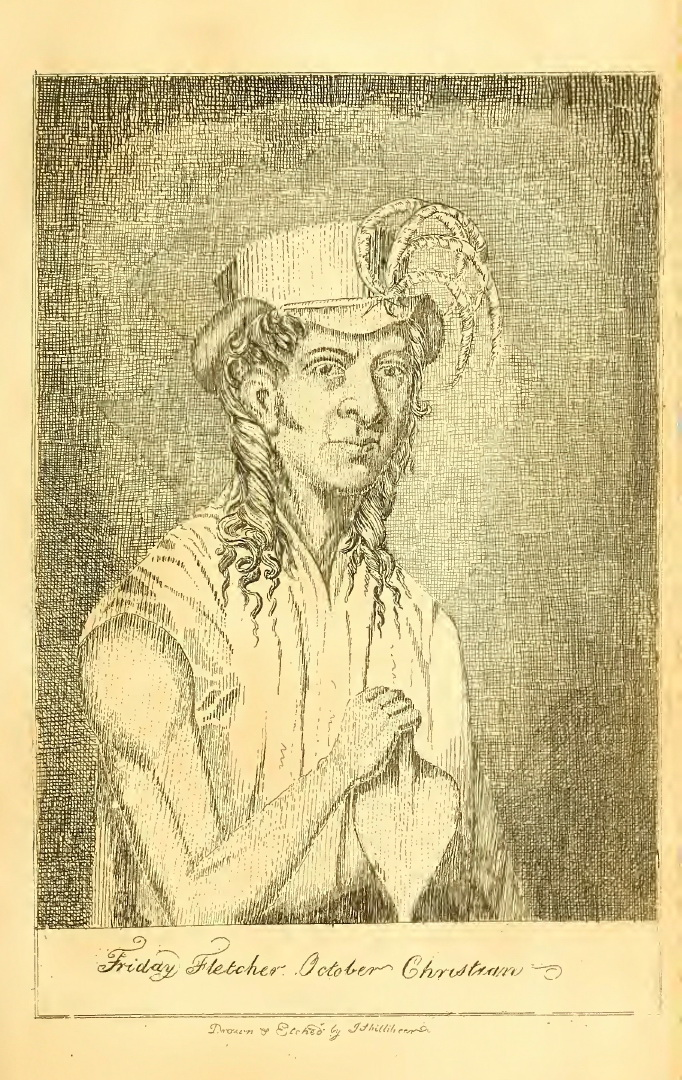
„Friday Fletcher October Christian“ – John Shillibeer, 1817

Thursday October wurde als erstes Kind im Oktober 1790 auf Pitcairn geboren, etwa zehn Monate nach der Ankunft der Meuterer und ihrer polynesischen Begleiter auf dieser Insel. Seine Namensgebung verweist auf seinen Geburtstag an einem Donnerstag im Oktober. Getauft wurde er von William Brown. In seinem dritten Lebensjahr wurde sein Vater am 20. September 1793 während des Kampfes der polynesischen Männer gegen die Meuterer getötet. Seine Mutter lebte danach in Partnerschaft mit Edward Young, der an einem Weihnachtsfeiertag 1800 verstarb. Danach dürfte er wie alle Kinder der ersten Generation den letzten überlebenden Meuterer Alexander Smith, alias „John Adams“, als Vaterfigur angenommen haben. Insgesamt hatte er zwei Vollgeschwister und vier Halbgeschwister.
Seit 1805 lebte Thursday in Partnerschaft mit der tahitianischen Siedlerin Teraura/„Susannah“ (* ca. 1775 auf Tahiti, † 15. Juli 1850 auf Pitcairn), die etwa doppelt so alt war wie er und zuerst die Gefährtin seines Stiefvaters Edward Young gewesen war. Ihre Kinder waren zu dreiviertel polynesischer Abstammung.
1. Joseph Christian (* 1805 auf Pitcairn, † 24. November 1831 auf Pitcairn)
2. Charles Christian II (* 1808 auf Pitcairn, † 25. Juni 1831 auf See); ⚭ 18. Oktober 1829 mit Maria Christian (* 1815 auf Pitcairn, † 12. Januar 1889 auf Norfolk)
3. Mary Christian (* ~1810–13 auf Pitcairn, † 25. Oktober 1852 auf Pitcairn)
4. Polly Christian (* 1814 auf Pitcairn, † 16. Mai 1831 auf Tahiti); ⚭ 1829 mit Edward Young jr. (* ~1794–99 auf Pitcairn, † 6. November 1831 auf Pitcairn)
5. Peggy Christian (*~1815–16 auf Pitcairn, † 12. Mai 1884 auf Norfolk); ⚭ 18. Oktober 1829 mit Daniel McCoy (* 1814 auf Pitcairn, † 27. Juni 1831 auf Tahiti)
6. Thursday October Christian II (* 1820 auf Pitcairn, † 27. Mai 1911 auf Pitcairn); ⚭ 24. März 1839 mit Polly Young (* 28. Januar 1825 auf Pitcairn, † 16. Juni 1885 auf Pitcairn)

Wahrscheinlich war Thursday October einer der drei Pitcairner, der am 6. Februar 1808 mit einem Doppelkanu dem amerikanischen Robbenjäger Topaz entgegenfuhr und Kontakt mit dessen Kapitän Mayhew Folger aufnahm, wenngleich er in dessen Bericht nicht namentlich genannt wird. Dieser Kontakt beendete die achtzehn Jahre währende Isolation der Pitcairner von der Außenwelt.
Zusammen mit Daniel McCoy und George Young unternahm Thursday am Samstag, 17. September 1814 auch die Kontaktaufnahme mit dem britischen Kriegsschiff HMS Briton unter Sir Thomas Staines. Nach McCoy war er der zweite, der das Deck des Schiffes betrat. Dabei wurde er von diesem dem Kapitän als „Friday Fletcher October Christian“ vorgestellt. Von dem Kapitän des Begleitschiffes HMS Tagus, Philip Pipon, wurde er als athletisch schlank, sechs Fuß hochgewachsen, mit tiefschwarzen Haaren, auf dem Kopf einen Hut geschmückt mit schwarzen Hahnenfedern und gekleidet in einem Lendenschurz und einem Poncho wie ihn die Spanier in Südamerika zu tragen pflegen beschrieben. Der Augenzeuge Lt. John Shillibeer (RM) zeichnete dazu ein Porträt vom Sohn des berühmten Anführers der Bounty-Meuterer. Pipon attestierte ihm ein offenes und interessiertes Auftreten und einen guten Humor. Er sprach ein gut verständliches Englisch und zeichnete sich als talentiertester Schwimmer der Insel aus.
Staines und Pipon bemerkten während ihres Landganges auf Pitcairn, dass der hier von Smith/Adams geführte Kalender ungenau war. Nach seiner Zeitrechnung war es an jenem Tag der Sonntag, 18. September 1814, weshalb auf der Insel auch die Sonntagsruhe galt. Pipon hatte in seinem Bericht Folger für diesen Irrtum verantwortlich gemacht, der sechs Jahre zuvor offenbar aus für ihn nachvollziehbaren Gründen eine unnötige Korrektur des Kalenders angemahnt hatte. Als die Bounty 1788 ostwärts um das Kap der Guten Hoffnung der Sonne entgegen gesegelt war, hatte sie den 180°-Meridian überschritten und dabei einen Tag verloren, ohne dass Lt. Bligh dabei eine Datumskorrektur vorgenommen hatte. Folger, der selbst westwärts um Kap Horn mit der Sonne gesegelt war, muss daher zu dem für ihn plausiblen Schluss gekommen sein, dass die Zeitrechnung von Pitcairn um einen Tag vorgestellt werden müsse. Dabei hatte der Amerikaner allerdings nicht bedacht, dass kein britischer Seemann des 18. Jahrhunderts sich der Notwendigkeit einer Datumskorrektur bewusst war. Sowohl Bligh als auch vor ihm James Cook hatten bei ihren Pazifikfahrten die Tage nach dem in London geltenden Zivilkalender gezählt. Die Pitcairner hatten 1808 Folgers Kalenderbelehrung offenbar angenommen und damit unter anderem eine Manipulation der Namensgebung von Thursday October Christian verursacht. Selbst Teehuteatuaenoa nannte ihn Jahre später noch „Friday“. Doch nach der Richtigstellung des Kalenders durch Staines und Pipon entsann man sich auf Pitcairn wieder auf die althergebrachte Zählweise und den Taufnamen von Thursday October.
In den Erfahrungsberichten späterer Besucher, deren Interesse primär Smith/Adams galt, erscheint Thursday nur noch selten. Sein vorrangiger Dienst für die Gemeinschaft bestand wahrscheinlich in der Kontaktaufnahme mit vorbeifahrenden Schiffen und der Jagd nach verwilderten Schweinen. 1819 bewirtete er Kapitän Henry King in seinem Haus und 1825 beobachtete Frederick William Beechey sein Geschick beim Klettern an den steilen Felswänden. Noch zu Lebzeiten von Smith/Adams hatte John Buffett die Kirchen- und Schulleitung übernommen, der ab 1829 von George Hunn Nobbs verdrängt wurde. Beide waren auf Pitcairn zugezogene Neusiedler. Obwohl der erste gebürtige und nun auch älteste Pitcairner, scheint Thursday nicht die Anerkennung der Gemeinde als ihre Führungspersönlichkeit genossen zu haben. Keine hohe Meinung über ihn wie auch seinen Bruder Charles Christian I hatte 1830 William Waldegrave, der sie wegen ihrer geringen Bildung und Ignoranz als ungeeignet zur Übernahme von Verantwortung einschätzte.
Mit der gesamten Gemeinde wurde Thursday im Rahmen des desaströsen Umsiedelungsprojekts nach Tahiti am 6. März 1831 auf der Bark Lucy Ann von Pitcairn evakuiert. Nur kurz nach der Anlandung im Hafen von Papeete am 21. März wurde die kaum immunisierte Gemeinde von der Influenza befallen, der Thursday am 21. April als erster von siebzehn Angehörigen erlag. Derselben Krankheit fielen drei seiner Kinder und zwei Schwiegersöhne zum Opfer. Nach John Buffett sollen seine letzten Worte Pitcairn und seinen Gewässern gegolten haben.

## Überlieferungen
- Frederick W. Beechey: Narrative of a Voyage to the Pacific and Beering’s Strait. London 1831.
- John Buffett: A Narrative of 20 years’ Residence on Pitcairn’s Island. In: The Friend. Vol. IV (1846), S. 2–3, 20–21, 27–28, 34–35, 50–51, 66–68.
- Philip Pipon: The Descendants of the Bounty’s Crew. In: The United Service Journal and Naval and Military Magazine. (1834), S. 191–198.
- John Shillibeer: A Narrative of The Briton’s Voyage to Pitcairn’s Island. Taunton 1817.
- Sir Thomas Staines: Account of the Descendants of Christian and other Mutineers of the Bounty. In: Naval Chronicle. Vol. XXXIII (1815), S. 217 f.
- William Waldegrave: Extract of Journal kept by Captain William Waldegrave of HMS Seringapatam, March, 1830. In: Journal of the Royal Geographical Society of London. Vol. III (1833), S. 156–162.

| Personendaten    | Personendaten               |
| ---------------- | --------------------------- |
| NAME             | Christian, Thursday October |
| KURZBESCHREIBUNG | erstgeborener Pitcairner    |
| GEBURTSDATUM     | Oktober 1790                |
| GEBURTSORT       | Pitcairn                    |
| STERBEDATUM      | 21. April 1831              |
| STERBEORT        | Tahiti                      |